# Альгараньяс, Кармело
Кармело Альгараньяс Аньес (исп. Carmelo Algarañaz Añez; родился 27 января 1996 года, Боливия) — боливийский футболист, нападающий клуба «Боливар» и сборной Боливии.

## Клубная карьера
Альгараньяс — воспитанник клубов «Кальеха» и «Ориенте Петролеро». 5 мая 2015 года в матче против «Стронгест» он дебютировал в чемпионате Боливии. В начале 2016 года Альгараньяс в поисках игровой практики был арендован клубом «Петролеро». В матче против Циклона он дебютировал за новый клуб. 27 февраля в поединке против «Спорт Бойз» Кармело забил свой первый гол за «Петролеро». Летом того же года Альгараньяс вернулся в «Ориенте Петролеро», где выиграл конкуренцию за место в основе.
В начале 2018 года Альгараньяс был арендован клубом «Спорт Бойз». 4 февраля в матче против «Блуминга» он дебютировал за новую команду. 14 августа в поединке против «Ауроры» Кармело забил свой первый гол за «Спорт Бойз».
В начале 2019 года Альгараньяс на правах аренды перешёл в «Олвейс Реди». 30 января в матче против «Дестройерс» он дебютировал за новую команду. 14 марта в поединке против «Ориенте Петролеро» Кармело забил свой первый гол за «Олвейс Реди». 5 декабря в поединке против «Реал Потоси» он сделал хет-трик. По итогам сезона Кармело стал лучшим бомбардиром команды и вернулся в «Ориенте Петролеро» по окончании аренды.

## Международная карьера
В начале 2013 года Альгарньяс в составе юношеской сборной Боливии принял участие в юношеском чемпионате Южной Америки в Аргентине. На турнире он сыграл в матчах против Чили, Перу, Бразилии и Уругвая. В поединке против чилийцев Кармело забил гол.
В начале 2015 года Альгараньяс в составе молодёжной сборной Боливии принял участие в молодёжном чемпионате Южной Америки в Уругвае. На турнире он сыграл в матчах против Аргентины и Эквадора.
29 мая 2016 года в товарищеском матче против сборной США Альгараньяс дебютировал за сборную Боливии.
В 2016 году в составе сборной принял участие в Кубке Америки в США. На турнире он сыграл в матче против сборной Аргентины.